# WIV Premier League 2022
La WIV Premier League 2022 es la edición número 24 de la WIV Liga Premier. Este es en realidad el Torneo Clausura, sin embargo se mantedrá el nombre de Provo Premier League 2022

## Formato
Esta temporada participan 6 equipos los cuales juegan entre sí mediante sistema de todos contra todos dos veces totalizando 10 partidos cada uno; al término de las 10 fechas el club con el mayor puntaje jugará la final contra el campeón de la temporada 2021 y el campeón de cumplir los requisitos establecidos jugará la Copa Caribeña de Clubes Concacaf 2023.

## Equipos participantes
- Academy Eagles FC
- Beaches FC
- Blue Hills FC (C)
- Flamingo FC
- SWA Sharks
- Teachers FC

## Tabla de posiciones
Actualizado el 4 de julio de 2022.
| Pos. | Equipo            | PJ | PG | PE | PP | GF | GC | DG  | Pts. | Clasificado a       |
| ---- | ----------------- | -- | -- | -- | -- | -- | -- | --- | ---- | ------------------- |
| 1    | SWA Sharks        | 10 | 8  | 1  | 1  | 35 | 12 | +23 | 25   | Final de campeonato |
| 2    | Blue Hills FC     | 10 | 8  | 0  | 2  | 27 | 9  | +18 | 24   | Final de campeonato |
| 3    | Teachers FC       | 10 | 4  | 1  | 5  | 21 | 17 | +4  | 13   |                     |
| 4    | Academy Eagles FC | 10 | 3  | 4  | 3  | 20 | 17 | +3  | 13   |                     |
| 5    | Beaches FC        | 9  | 1  | 2  | 6  | 6  | 26 | -20 | 5    |                     |
| 6    | Flamingo FC       | 9  | 0  | 2  | 7  | 11 | 39 | -28 | 2    |                     |

## Gran Final
| Local         | Resultado | Visita         | Fecha               |
| ------------- | --------- | -------------- | ------------------- |
| Blue Hiils FC | 2 - 4     | SWA Sharks (C) | 10 de julio de 2022 |